# Джонни-стукач
«Джонни-стукач» (англ. Johnny Stool Pigeon) — фильм нуар режиссёра Уильяма Касла, который вышел на экраны в 1949 году.
Фильм рассказывает о борьбе американских правительственных служб с распространением наркотиков. Чтобы уничтожить преступную организацию наркоторговцев, агент Джордж Мортон (Говард Дафф) внедряется в неё под прикрытием, используя для этого помощь профессионального преступника Джонни Эванса (Дэн Дьюриа), у которого от наркотиков умерла жена.
После выхода в свет картины «До края земли» (1948) это был второй фильм нуар о борьбе с наркоторговлей. Вслед за ним последовали такие фильмы, как «Порт Нью-Йорка» (1949), «Таможенный агент» (1950) и «Пограничная линия» (1950).

## Сюжет
В порту Сан-Франциско агенты Джордж Мортон из Федерального бюро по борьбе с наркотиками (Говард Дафф) и Сэм Харрисон из таможенной службы (Гар Мур) пресекают передачу партии наркотиков прибывшим из Шанхая моряком Джоном Уоленом наркодилеру Питу Картеру. В завязавшейся перестрелке Картер убивает Уолена, а сам скрывается. Некоторое время спустя Мортон и Харрисон по криминальной базе вычисляют Картера, а затем, используя сеть осведомителей, находят его адрес. Однако перед самым приездом агентов на квартиру Картера его убивает глухой наёмный убийца Джои Хайатт (Тони Кёртис). Из найденных в квартире записей Картера агенты выясняют, что тот работал на Арктическую всемирную торговую компанию со штаб-квартирой в канадском Ванкувере. Чтобы раскрыть всю сеть наркоторговцев, Мортон предлагает внедрить себя под прикрытием в эту компанию. Для успешного проведения операции Мортон просит разрешить ему воспользоваться помощью своего друга детства, профессионального преступника Джонни Эванса (Дэн Дьюриа), который уже три года отбывает срок в тюрьме Алькатрас. Прибыв в тюрьму, Мортон просит Джонни помочь ему внедриться в банду наркоторговцев, оперирующую под крышей Арктической компании. Озлобленный Джонни поначалу отказывается от сотрудничества с человеком, который засадил его в тюрьму. Однако когда Мортон приводит его в морг на опознание жены, которая была погибла от передозировки наркотиков, Джонни соглашается помочь, хотя и обещает Мортону когда-нибудь отомстить за то, что тот с ним сделал. Джонни селят на конспиративную квартиру, где он начинает готовить Мортона, прорабатывая с ним его легенду, включая связи в криминальном мире, а также обучая свойственной гангстерам манере одеваться, разговаривать и вести себя в обществе. После курса подготовки Мортон под видом гангстера Майка Дойла направляется вместе с Джонни в Ванкувер на встречу с владельцем Арктической торговой компании Уильямом Маккендлзом (Барри Кендлз), представляясь потенциальным оптовым покупателем наркотиков со связями на мексиканской границе. При активной помощи Джонни Мортону удаётся договориться о проведении переговоров вечером в одном из городских клубов. Вечером в клубе люди Маккендлза знакомят Мортона и Джонни с подружкой гангстера по имени Терри Стюарт (Шелли Уинтерс), которая сразу же чувствует, что Мортон отличается от окружающих её людей и наедине говорит ему о том, что хотела бы вырваться из этого круга.
На следующий день Джон и Мортон направляются поездом в Тусон, чтобы обсудить с представителями Макендлза конкретный план переправки наркотиков через границу. Они замечают, что на этот поезд садится и Терри, которая вскоре в разговоре признаётся Мортону, что Маккендлз специально послал её проследить за ними. При этом она утверждает, что пошла на это, только чтобы сбежать от Маккендлза и вернуться в свой родной город Тусон, рассчитывая начать там новую жизнь. В Тусоне Джонни, Мортон и Терри селятся в шикарной гостинице-ранчо для эксклюзивных клиентов, где вскоре знакомятся с весёлым и общительным владельцем гостиницы Ником Эйвери (Джон Макинтайр). В баре их замечает киллер Джои, который пристально смотрит на Мортона. Когда агент отправляется на поиски Джонни и Терри, которые ушли танцевать и пропали, на заднем дворе ранчо он замечает небольшой самолёт, который охраняют вооружённые люди. После того, как они возвращают Мортона в общий зал, Эйвери приглашает его в свой кабинет, где наставляет на него пистолет. При этом Мортон слышит, как в соседней комнате подручный Эйвери по имени Чарли (Хью Рейлли) в присутствии Терри и Джои жестоко избивает Джонни, требуя от того признания, что Мортон является федеральным агентом. Однако Джонни не выдаёт Мортона, после чего Эйвери даёт понять Мортону, что он и есть тот самый представитель наркосиндиката, для переговоров с которым они прибыли. На следующий день Терри вместе с Эйвери едет на прогулку к мексиканской границе, что вызывает ревность Джонни, который успел в неё влюбиться, при этом он думает, что Терри симпатизирует Мортону. Их разговор в баре о Терри, заканчивается тем, что напившийся Джонни едва не выбалтывает, кто Мортон такой, но тот успевает заткнуть его, ударив по лицу. За этой сценой наблюдает Джои, который, как будто что-то вспомнив, выбегает из бара. На следующее утро Эйвери вызывает Мортона к себе и предлагает поехать в приграничный Ногалес, чтобы принять участие в отработке новой схемы переправки наркотиков. При этом, по указанию Эйвери, Мортон и Джонни поедут в одной машине вместе с Джои. Когда Чарли и Джои сопровождают Мортона к его коттеджу, Чарли говорит, что Джои мало что умеет делать, кроме как стрелять из пистолета. После этого агент понимает, что во время поездки его собираются убить. Зайдя на минуту в свой коттедж, Мортон видит в окно Терри, понимая, что в сложившейся ситуации только она может его спасти. Он передаёт через неё сообщение для полиции о своём отъезде в Ногалес, где банда планирует осуществить операцию по переброске наркотиков.
Затем на двух машинах преступники выезжают в направлении Ногалеса, останавливаясь в лесу в пяти милях от города, где, один из подручных Эйвери роет могилу для Мортона, а Джонни открыто называет его копом. Как выясняется, Джои вспомнил, что Мортон приезжал на место убийства Картера и сообщил об этом Эйвери. Эйвери приказывает, чтобы Джои и Джонни отвезли Мортона в известное место, чтобы его там убить. После пересечения границы они заезжают в глухую подворотню Ногалеса, где Джонни вместо того, чтобы застрелить Мортона бьёт его, в результате чего тот теряет сознание. Спустя мгновение Джонни обменивается выстрелами с Джои, убивая киллера, однако сам получает ранение в плечо. Джонни увозит труп Джои, а некоторое время спустя пришедший в себя Мортон видит, что остался один. На попутной машине агент добирается до пункта пограничного контроля, где предупреждённая Терри таможенная служба тщательно осматривает все пересекающие границу автомобили. В этот момент к ним подходит раненый Джонни, и прежде, чем потерять сознание, успевает сказать Мортону, что он специально подыграл Эйвери, чтобы спасти операцию, а также что надо обратить внимание на похороны. Мортон и полиция направляются вдогонку за похоронной процессией, которая пересекла границу тридцать минут назад. Агент понимает, что Джонни заранее продумал план операции, однако не смог рассказать о нём раньше. Вернувшись к месту, где выкопана могила, полицейские обнаруживают только гроб с телом Джои, а под обшивкой гроба — тайник, в котором были перевезены наркотики. Мортон и полиция немедленно выезжают на ранчо, где Эйвери, прихватив с собой Терри и чемоданы с деньгами и наркотиками, собирается бежать на частном самолёте. Однако Мортон направляет свой автомобиль прямо на взлетающий самолёт Эйвери, в результате чего тот задевает за крышу автомобиля, разрушается и падает на землю. Некоторое время спустя полиция задерживает всех членов банды наркоторговцев, включая Маккендлза и Эйвери, которых суд приговаривает к различным срокам заключения. Джонни и Терри, которые дали в суде свидетельские показания, с благословения благодарного Мортона вместе выходят из суда, где собираются начать новую жизнь.

## В ролях
- Говард Дафф — Джордж Мортон, он же Майк Дойл
- Шелли Уинтерс — Терри Стюарт
- Дэн Дьюриа — Джонни Эванс
- Тони Кёртис — Джои Хайатт
- Джон Макинтайр — Ник Эйвери
- Гар Мур — Сэм Харрисон
- Лейф Эриксон — Прингл
- Барри Келли — Уильям Маккэндлз
- Хью Рейлли — Чарли
- Уолли Махер — Т. Х. Бенсон

## Создатели фильма и исполнители главных ролей
Режиссёр Уильям Касл, позднее прославившийся постановкой фильмов ужасов, таких как «Дом ночных призраков» (1959), «Тинлер» (1959), «Мистер Сардоникус» (1961) и «Смирительная рубашка» (1964), начинал свою карьеру с таких добротных фильмов нуар, как «Когда незнакомцы женятся» (1944), «Поддержка» (1949) и «Голливудская история» (1951).
Исполнители главных ролей Говард Дафф, Шелли Уинтерс и Дэн Дьюриа являются признанными звёздами нуарового кино. В частности, Дафф сыграл в таких значимых картинах жанра, как «Грубая сила» (1947), «Обнажённый город» (1948), «Вымогательство» (1950) и «Женщина в бегах» (1950), Уинтерс появилась в фильмах «Двойная жизнь» (1948), «Кража» (1948), «Плач большого города» (1948), «Он бежал всю дорогу» (1951) и «Ночь охотника» (1955), а Дьюриа сыграл свои лучшие роли в фильмах «Женщина в окне» (1944), «Улица греха» (1945), «Чёрный ангел» (1946), «Крест-накрест» (1949), «Слишком поздно для слёз» (1949), а позднее — «Взломщик» (1957).

## История создания фильма
Фильм открывается посвящением сотрудникам правоохранительных сил, и, в частности, офицерам Бюро по борьбе с распространением наркотиков и офицерам Таможенного департамента Министерства финансов США, которые «сражаются в многочисленных битвах, таких как ту, которую вы увидите. Они добиваются успехов благодаря своим навыкам, уму и отваге. Этим бесстрашным офицерам мы со всем уважением посвящаем эту картину». Фильм на всём протяжении сопровождается закадровым повествованием в исполнении Говарда Даффа. Отдельные сцены фильма снимались на натуре в Сан-Франциско, Тусоне и мексиканском городе Ногалес.

## Оценка фильма критикой

### Общая оценка фильма
После выхода на экраны фильм вызвал сдержанные отзывы критики и не привлёк к себе особого внимания. В частности, кинообозреватель А. Х. Уейлер из «Нью-Йорк Таймс» обратил внимание на вторичность картины, заметив, что «фильм является доказательством того, что кинопроизводители исчерпали запас федеральных правоохранительных структур для восхваления». Критик напоминает, что «старательные продюсеры, которые уже успели раскрутить саги о агентах разведки и контрразведки, об агентах казначейства и о сотрудниках практически всех прочих правительственных агентств по алфавиту, снова взялись за восхваление несгибаемых агентов по борьбе с наркотиками, того сурового контингента, чьим делам уже был посвящён фильм „До края земли“». Однако, по мнению Уейлера, «Джонни-стукач» «ничем не лучше своего предшественника. Несмотря на серьёзную претензию на аутентичность, это просто оживлённая мелодрама про копов и контрабандистов, которая следует очевидной схеме, которая хотя и достаточно сильна в плане саспенса, но слаба в плане оригинальности и впечатляющей актёрской игры». По мнению Уейлера, отличительной чертой картины является то, что «федералы на этот раз используют новый подход, заключая сделку с преступником и с его помощью внедряясь в неуловимую банду наркодилеров»
Современный историк кино Майкл Кини назвал картину «быстрым и живым нуаром с талантливым актёрским составом и великолепной кульминацией со спецэффектами», в котором, по словам Спенсера Селби, «агент по борьбе с наркотиками использует заключённого, чтобы с его помощью внедриться в банду наркоторговцев». Хэл Эриксон отметил, что это был «один из группы интригующих фильмов категории В, которые в 1948-51 годах поставил на студии Universal будущий маэстро фильмов ужасов Уильям Касл».

### Оценка актёрской игры
А. Х. Уейлер достаточно позитивно оценил игру основных актёров. В частности, он написал, что «Дафф, который имел богатый опыт сыщика как на радио, так и в кино, в роли отважного агента надлежащим образом скромен, твёрд и красив. Дэн Дьюриа добавляет неожиданный поворот к обычным образам крутых парней в качестве уголовника, который показывает свою добрую сторону, а Шелли Уинтерс даёт убедительную игру в качестве блондинки, которая оказывает закону столь необходимую ему помощь». Тем не менее, по мнению Уейлера, «за исключением нескольких вариаций, приключения героев на тему преступления и наказания укладываются во вполне знакомую схему».